# Esomus thermoicos
Esomus thermoicos — вид коропоподібних риб родини данієвих (Danionidae).

## Поширення
Вид поширений на півдні Індії та у Шрі-Ланці.

## Опис
Риба завдовжки до 12,7 см.